# Музыка Кореи
Музыка Кореи изначально развивалась под сильным влиянием Китая, в результате чего среди традиционных инструментов и музыкальных жанров много заимствований. В начале XX века в Корее появилась европейская музыка (кор. 양악?, 洋樂?, янак), которая противопоставляется традиционной (кор. 국악?, 國樂?, кугак). Кугак в свою очередь разделяется на «хянак» (собственно корейскую), «танак» (кореизированную музыку династии Тан) и «аак» (придворную). В современных Южной и Северной Кореях музыкальная традиция развивается индивидуально.

## История
Географическое положение Кореи обусловило основные источники влияния на её музыкальную традицию, долгое время она выполняла роль связующего звена между Китаем и Японией. В то же время, с древности там развивалась собственная музыкальная традиция.

### Древняя музыка
Наиболее древняя музыка Кореи — песни и танцы, использовавшиеся в богослужениях Небу и Земле. Первые музыкальные инструменты проникли в Корею из Западного Китая и Центральной Азии через Лелан (Наннан), параллельно шло изобретение собственных музыкальных инструментов. Одно из древнейших изображений музицирующих людей (ок. 357 года н. э.) находится в Комплексе гробниц Когурё: на стенах Третьей гробницы в Анаке можно найти китайцев, играющих на сяо, большом барабане гу, роге цяо, чжэне, лютне юаньсянь, флейте и колокольчике нао. Росписи V века н. э. в Чанчуаньской гробнице №1 включают адаптированные китайские и собственно корейские инструменты: поперечную флейту хвенджок (кор. 횡적?, 橫笛?), продольную флейту чансо (장소), лютни охён-пипха (오현비파) и ванхам (완함), цитры комунго и охёнгым (오현금), длинный рог тэгак (대각), гобой пхири и подвешенный барабан тамго.
Ещё когда Корея была разделена на три государства, появилась придворная музыка Кореи; вскоре её представили к японскому двору. Корейская, а особенно когурёская, музыка оказала сильное влияние на японскую придворную музыку гагаку. История традиционной корейской музыки отсчитывается с основания династии Корё в 918 году н. э..

#### Аккаму
Предшественница корейской музыки — музыка доисторических племён «аккаму» (кор. 악가무?, 樂歌舞?, дословно «музыка, пение и танцы»), развивавшаяся в тесной связи с магическими практиками и ритуалами поклонения Небу и Земле. Упоминание об одном из таких ритуалов, проводимых корейцами из Пуё в Маньчжурии, содержится в Сань-го чжи; также там сообщается о наличии у когурёсцев фестиваля с танцами и пением, приходящегося на десятый лунный месяц, во время которого приносили подношения богам. Сань-го-чжи — это древнейший известный источник, упоминающий корейскую музыку, а упомянутые там песни и танцы, возможно, напоминают крестьянскую музыку пхунмуль и шаманскую музыку кут.

#### Три корейских государства

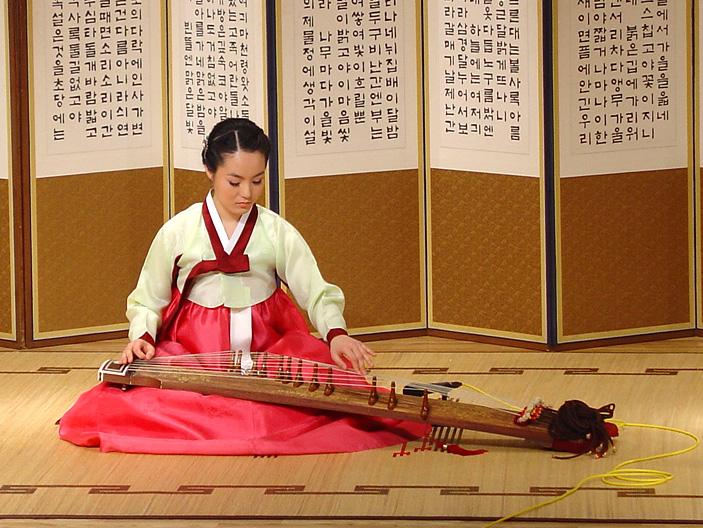
Квон Ын Гён исполняет санджо Ким Джук Пха на каягыме.

После образования трёх корейских государств Когурё, Пэкче и Силла, впитавших культуру и музыкальные традиции обитавших на той территории племён, у всех трёх появились собственная музыка, «хянак» (кор. 향악?, 鄕樂?). В частности, раньше всех автохтонная музыка возникла в государстве Силла под влиянием севернокитайской и центральноазиатской. Использование комунго, представляющего собой адаптированный китайский гуцинь, отмечено уже в IV веке нашей эры и встречаются на настенных росписях.
Из хроник Самгук саги и Самгук юса известно, что когурёский музыкальный ансамбль выступал при дворе китайской династии Суй, позже переместившись ко двору династии Тан. Благодаря этому в китайских источниках сохранились подробные описания костюмов, представлений и инструментов Когурё. Вслед за Когурё Пэкче адаптировало музыку южнокитайских династий, а Силла, расположенное вдали от Китая и других культурных центров, сохранило собственные традиции дольше всех. Когурёские музыканты играли на пипхе и пхири, здесь же была изобретена корейская цитра комунго.
Пэкче заимствовало южнокитайские инструменты конху, чжэн (чэн) и чи (чок), а также когурёский инструмент комунго. В VI веке Пэкче первым из корейских государств отправило послов к японскому двору, вместе с ними отправились также четверо музыкантов с флейтой хвенджок (кор. 횡전), комунго, пхири и тремя другими инструментами. В Нихонги также утверждается, что в 612 году из Пэкче в Японию через обучавшегося в Китае танцора попал танец гигаку.
Ввиду удаления от Китая в Силле развивалась собственная музыка. Она получила мощный толчок после завоевания королём Чинхыном племенного союза Кая: один из талантливых каяских музыкантов, У Рык, привёз в Корею гучжэн и превратил его в каягым, обучил пению, танцам и игре на каягыме троих чиновников, а также создал 12 произведений для каягыма (скорее всего, аранжировки народной музыки окрестностей реки Нактонган).

#### Период Северного и Южного государств

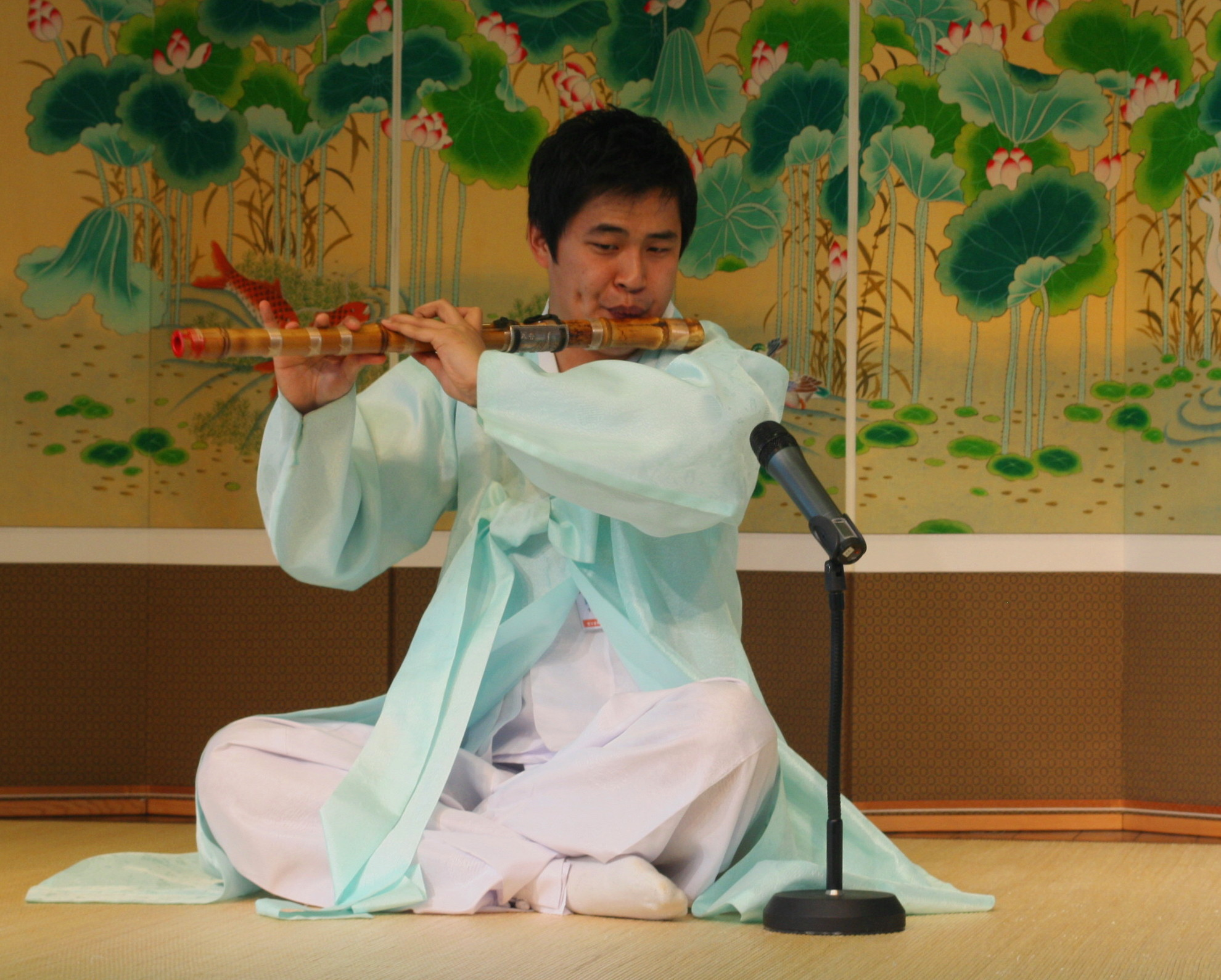
Музыкант играет на тэгыме

В Период Северного и Южного государств к хянак в Объединённом Силла добавилась кореизированная музыка танского двора «танак» (кор. 당악?, 唐樂?). Именно в этот период появился сам термин «хянак». Хянак представлена тремя струнными инструментами (кор. 삼현?, 三絃?: комунго, каягым и хянбиба) и тремя поперечными бамбуковыми флейтами (кор. 삼죽?, 三竹?, тэгым, чунгым и согым). Музыка Объединённого Силла более разнообразна, что заметно по произведениям, написанным Ок Пого, адаптировавшим цисяньцинь (комунго): там используется несколько ладовых звукорядов, они утончённее, чем пьесы У Рыка для каягыма.
Танак времён Объединённого Силла включала в себя кочхвиак (кор. 고취악?, 鼓吹樂?, военная музыка), танакчо (кор. 당악조?, 唐樂調?, произведения для флейт) и помпхэ (кор. 범패?, 梵唄?, буддийские песнопения). Кочхвиак, по-видимому, был заимствован в 664 году у китайского экспедиционного корпуса, размещённого в городе Унджин. По легенде помпхэ в Корею привёз монах Чингам. К концу существования Объединённого Силла музыкальная традиция стала ещё более разнообразной за счёт заимствования новых жанров и развития старых. Танак и музыка последующих китайских династий имела в Корее высочайший статус и ценилась при дворе.
Музыка Пархэ продолжила традиции Когурё. Там использовалась собственная разновидность комунго, «пархэ-гым» (кор. 발해금?, 渤海琴?, буквально «цитра из Пархэ») и развилась автохтонная танцевальная школа («пархэ-гёбан» кор. 발해교방?, 渤海敎坊?). После разорения Пархэ киданями в X веке от музыкальной традиции Пархэ остались только упоминания в японских летописях и следы «боккайгаку» (музыки Пархэ) в японском бугаку.
В японской сокровищнице Сёсоин хранится каягым, привезённый из государства Силла.

### Средневековая музыка
Второй период развития корейской музыки — Средневековье (918—1910 годы), когда из Китая в Корею привезли придворную музыку яюэ: император Хуэй-цзун послал корейскому королю Йеджону инструменты и несколько произведений; позже этот жанр трансформировавлся в местный «аак». Кроме того, в это время Корее начала активно развиваться народная музыка.

#### Династия Корё

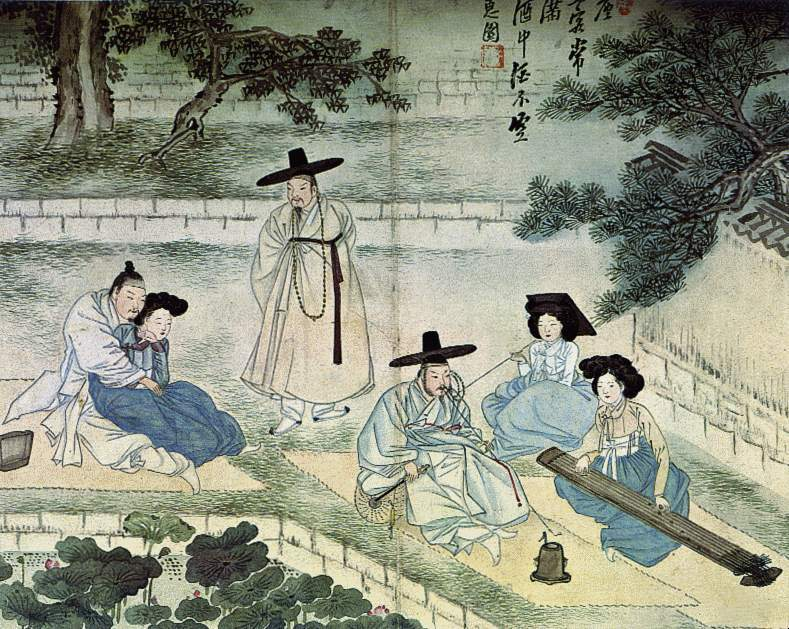
Кисэн с клиентами, период Чосон

Корё развила музыкальную традицию Объединённого Силла и восприняла новый китайский крупный жанр придворной музыки яюэ, сохранив и развив также хянак и танак. Хроника правления династии Корё, Корёса, сообщает, что придворная музыка разделялась на китайскую аак, исполняемую близко к оригиналу, китайскую же танак и согак, музыку местного происхождения.
Музыкой заведовали два придворных института: музыкальное управление Тэаксо (кор. 태악서?, 太樂署?) и Кванхёнбан (кор. 관현방?, 管絃房?), направлявших учеников к придворным музыкантам. Придворная музыка делилась на ритуальную, церемониальную и развлекательную, причём например церемониальная музыка включала в себя произведениях в жанрах хянак и танак. Жанр танак в XIII веке постепенно терял популярность В период Корё появились артистки кисэн.
Три струнных инструмента и три бамбуковых флейты Объединённого Силла продолжили доминировать в музыке Корё. К ним присоединили ещё три привезённых в Корею инструмента: барабан чангу, хэгым и пхири, благодаря чему хянак Корё значительно обогатилась по сравнению с предыдущим периодом. Сохранившиеся ноты времён Корё — Тэак-хубо, Сиён-хянакбо — свидетельствуют о том, что вся музыка этого времени написана либо в пентатонике, либо в особом звукоряде «кёмёнджо» (кор. 계면조?, 界面調?). Развитие музыки танак шло своим чередом: у династии Сун заимствован аккомпанемент для танцев, и танак разделилась на тэгок (кор. 대곡?, 大曲?, песни, музыка и танцы, одновременно исполняемые женщинами, работавшими в кёбанах) и саак (кор. 사악?, 詞樂?, пение под музыку). Единственное произведение Корё жанра саак, сохранившееся до наших дней, — это «Весна в Лояне» (кор. 낙양춘?, 洛陽春?, Нагянчхун).
Сунскую музыку в Корее исполняли ансамблем из панхяна (кор. 방향?, 方響?, металлофон), тунсо (кор. 퉁소?, 洞簫?, продольная флейта), танджока (кор. 당적?, 唐笛?, небольшая поперечная флейта), танпхири (разновидность пхири), танбибы (разновидность пибы), аджэна (струнно-смычковая цитра), тэджэна (15-струнная цитра), чангу (барабан), кёбанго (кор. 교방고?, 敎坊鼓?, большой барабан) и пака (деревянные кастаньеты).
Корея активно приглашала придворных музыкантов сунского двора для обучения местных китайской музыке, а император Хуэй-цзун в 1114 и 1116 годах прислал правителю Йеджону наборы музыкальных инструментов с иллюстрированными инструкциями по исполнению. Первый набор включал инструменты для дашэн-синьюэ, исполняемой на приёмах, а второй — для ритуальной музыки дашэн-яюэ (кит. трад. 大晟雅樂, упр. 大晟雅乐, по-корейски «тэсон-аак»); они подтолкнули развитие крупных придворных жанров. Инструменты (как и музыка при дворе Хуэй-цзуна) были разделены на две группы: «для террасы» (кор. 등가?, 登歌?, тынга) и «для пола» (кор. 헌가?, 軒架?, хонга), это разделение было воспринято и корейцами. Эти жанры ассоциировались с гражданским танцем мунму и военным мумму. Народную музыку хроники игнорировали, однако известно, что некоторые народные произведения вошли в тэсон-аак.
После правления Йеджона Сун, оборонявшаяся от нападения чжурчжэней, ещё присылала Корё инструменты, но уже не могла передавать техники игры; сама Корё с XIII века была занята защитой от монголов. В это время правительство закрывает Кванхёнбан, вместо него в 1391 году появляется «Управление аак» (кор. 아악서?, 雅樂署?, ааксо), просуществовавшее до 1457 года. Почти все придворные музыкальные инструменты были утеряны в результате монгольского нашествия 1361 года.

#### Династия Чосон

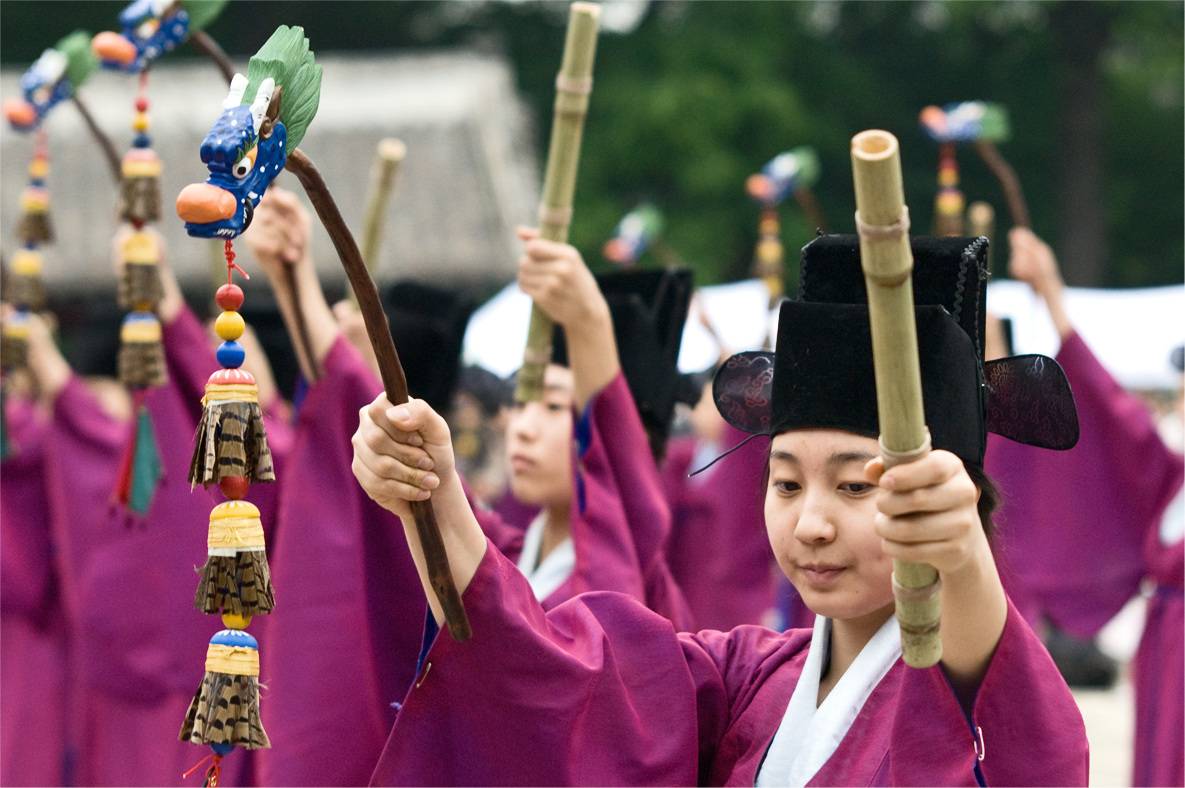
Чонмё-череак

В следующем, 1392, году власть переходит к династии Чосон. Придворные институты Тэаксо и Ааксо продолжают работу (Тэаксо занимается хянак и танак, Ааксо — только инструментальной частью музыки, исполнявшейся в королевском святилище Чонмё), основаны ещё три музыкальных управления, но в 1457 году проходит реформа, сократившая их количество до двух — Чанаксо (кор. 장악서?, 掌樂署?) и Акхактогам (кор. 악학도감?, 樂學都監?), а ещё через некоторое время они сливаются в единый Чанагвон (кор. 장악원?, 掌樂院?). Разделение на аак и хянак-танак сохраняется, причём музыкантов для аак предписывалось выбирать из обычных подданных, а для хянак-танак — из низов. Вплоть до падения Чосон должность музыканта была наследственной: сыновей музыкантов регистрировали при рождении и начинали обучать музыке в государственных учреждениях с 10 лет.
В правление короля Седжона Великого управлять Чанагвоном был назначен Пак Ён который провёл реформу аак и реставрацию попорченных за годы использования инструментов; многие из этих инструментов корейцы начали производить самостоятельно. Аак начали исполнять гораздо чаще: каждая утренняя встреча короля с чиновниками и все конфуцианские ритуалы отныне сопровождались аак. Вместе с этим аак отошла от китайских источников и начала развиваться самостоятельно. Была изобретена корейская музыкальная мензуральная нотация чонганбо (кор. 정간보?, {{{2}}}?). В 1454 году было завершено приложение к хронике Седжон-силлок, Аакпо (кор. 아악보?, 雅樂譜?).
Два произведения жанра хянак, созданные в правление Седжона, — Потхэпхён (кор. 보태평?, 保太平?) и Чондэоп (кор. 정대업?, 定大業?) — дошли до нас и продолжают ежегодно исполняться на праздновании Чонмё-череак. Кроме них сохранились Ёнсан-хвесан, Мандэёп (кор. 만대엽?, 慢大葉?), Ёмиллак, множество песен из книги Ода о драконах, летящих к небу и другие произведения.

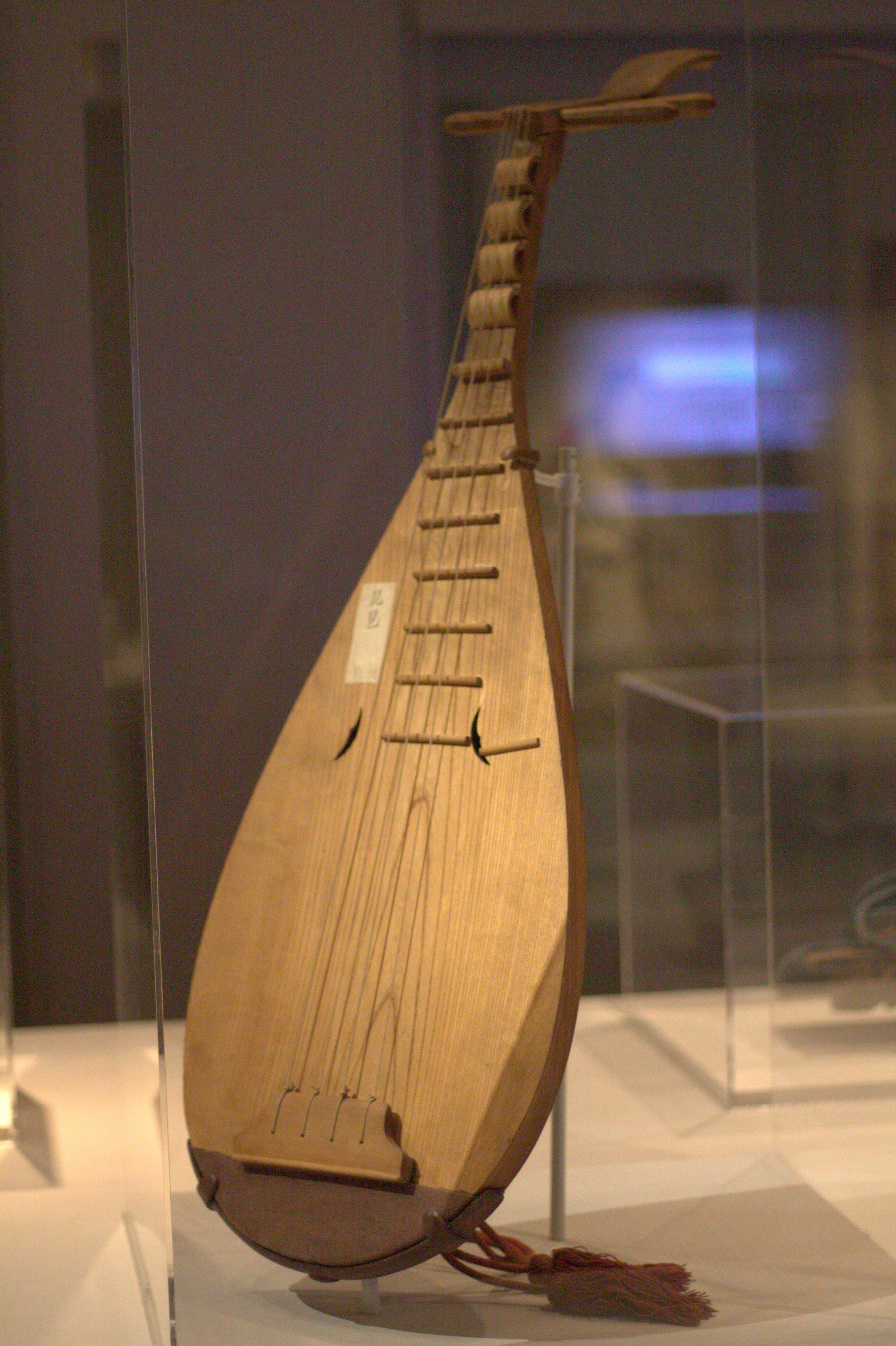
Пиба

Жанр танак составляли «саак» (произведения-аккомпанемент к придворным танцам, исчезли к концу правления династии) и кореизированная китайская церемониальная музыка. Адаптация танака шла полным ходом — из 13 ранее использовавшихся только в этом жанре китайских инструментов остались лишь пять (панхян, тэджэн, танджок, танпхири и тунсо); привезённые из Китая хэгым и вольгым (кор. 월금?, 月琴?, струнно-щипковый инструмент с круглым корпусом) использовались только в хянаке, ещё шесть (пак, кёбанго, чангу, танбиба, аджэн и тхэпхёнсо) стали одинаково употребимы для хянака и танака. Изобретённая в XV веке мензуральная нотация Чонганбу (кор. 정간보?, 井間譜 ?) стала первой в Азии, повлияв таким образом на развитие музыки во всём регионе.
После японских и монгольских вторжений в XVI—XVII веках многие высокопоставленные музыканты бежали или были убиты, ввиду чего развитие придворной музыки замедлилось, тогда как народная музыка стала бурно развиваться. Количество музыкантов для представлений было сокращено вдвое-втрое Управлением музыки (кор. 장악원?, 掌樂院 ?, чанагвон), из ансамблей исключили колокол тхэкчон (кор. 특종?, 特鐘?), каменный гонг тхэккён (кор. 특경?, 特磬?), флейту-окарину хун (кор. 훈?, 塤?), флейту кван (кор. 관?, 管?), губные органы хва (кор. 화?, 和?) и у (кор. 우?, 竽?), комунго, каягым, хянбибу, вольгым и хэгым — оркестры времён поздней Чосон стали в основном духовыми. Единственные два произведения жанра танак, пережившие обе волны японских и монгольских завоеваний — Походжа (보호자) и Нагянчхун (Весна в Лояне).
Народная же музыка, а также музыка среднего класса, напротив, испытала подъём: расцвели классические лирические песни кагок, инструментальная сюита ёнсан-хвесан, каса, драматические песни пхансори, а также инструментальные композиции в быстром темпе санджо. Кагок и ёнсан-хвесан исполняли в развлекательных клубах, что сделало их крайне популярными среди широких масс. Первый более сложен и требует ансамбля профессиональных музыкантов, он развился из раннечосонского жанра сактэёп (кор. 삭대엽?, 數大葉?) в XIX веке; второй возник в конце XVIII века из молитвы и со временем стал инструментальным. Каса, в отличие от кагок, предполагает небольшой ансамбль с барабаном чанго и одним-двумя духовыми инструментами. Пхансори был популярен уже в конце XVIII века, считалось, что у него есть четыре обязательные составляющие: персонажи, захватывающая история, ритм и мелодия, а также актёрское мастерство. В конце XIX века благодаря переложению шаманских мелодий для каягыма появился санджо.

### Современная музыка
Современный период начинается незадолго до завоевания Кореи Японией в 1910 году и характеризуется проникновением в Корею европейского искусства: музыки, танцев, театра и других; при этом они получают мгновенное одобрение общества. В этот период музыка разделяется на «традиционную» (кор. 구각?, 國樂?, кугак) и «современную» (кор. 양악?, 洋樂?, ёнак).

#### До оккупации Японией

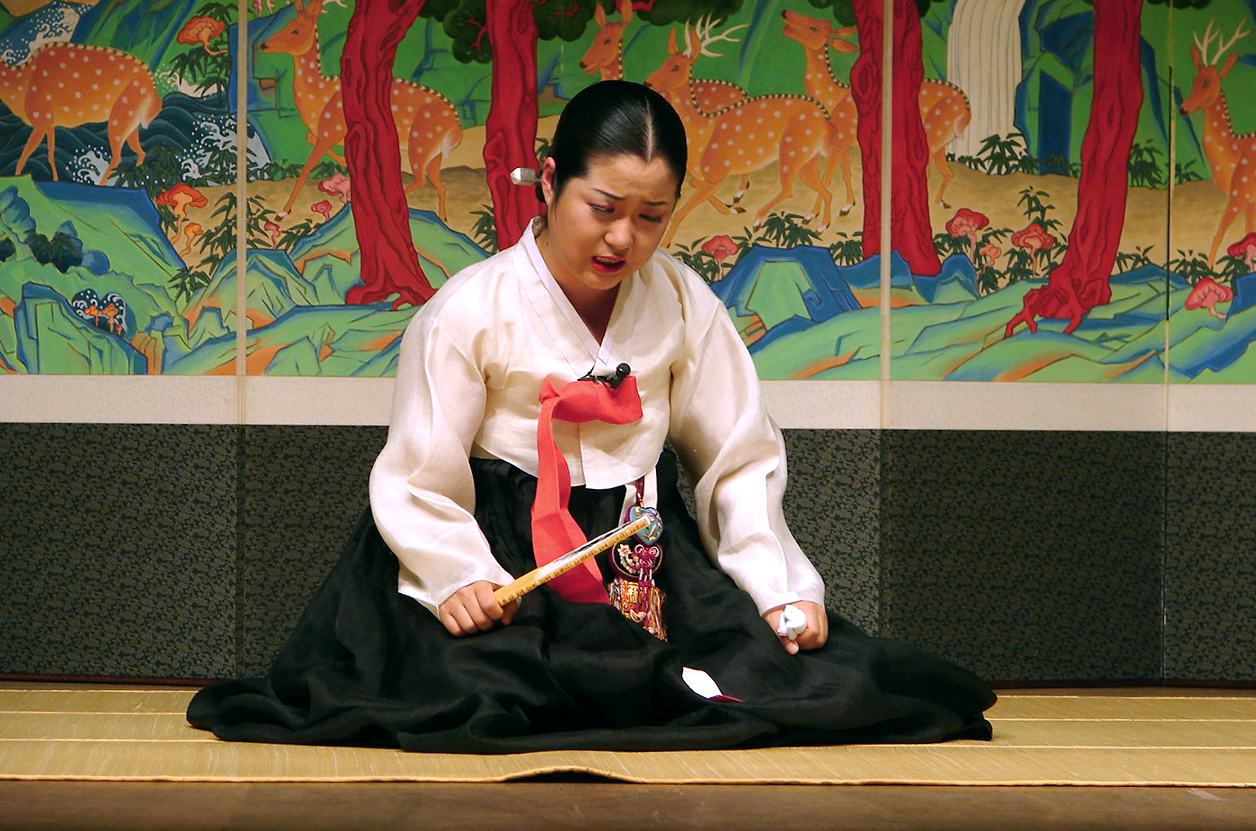
Исполнение пхансори.

После 1894 года принципиально изменилась государственная система регулирования музыки. До этого все музыканты были обязаны регистрироваться в Чанагвоне, рождённых у них сыновей также регистрировали и сразу же начинали выплачивать содержание. С 10 лет они проходили начальное обучение в Адонбане (кор. 아동방?, 我東方?), по его окончании должны были перейти в Чаннэбан (кор. 장내방?, 將來房?) для получения высшего образования. После успешной сдачи экзамена мужчина получал право самому преподавать, а также вступить в Чхамсанбан (кор. 참상방?, 参上房?) и полноценно участвовать в представлениях. После реформы Чанагвон, которым раньше управляло министерство церемоний, передали в ведение отдела по делам королевского двора, несколько раз переименовывали и в конечном итоге в 1910 году он получил название «Аактэ» (кор. 아악대?, 雅樂隊?), а количество музыкантов в нём с 305 постоянных сократилось до 189 временных. С 1907 года в Чанагвоне появились звания «главного мастера корейской музыки» и «мастера корейской музыки» (кор. 국악사장?, 國樂師長? и кор. 국악사장?, 國樂師?) — это первый случай использования термина «кугак» (кор. 국악?, 國樂?, буквально «национальная», то есть, «корейская музыка») в Корее; он был заимствован из японского языка благодаря чиновнику Мэгате Танэтаро.
В 1902 году появился театр Хёмнюльса (кор. 혐뉼사?, 協律社?), ориентированный на профессиональных исполнителей народной музыки, в первую очередь — пхансори. Он просуществовал четыре года, а в 1908 году на его месте появился первый в Корее европейский театр Вонгакса (кор. 원각사?, 圓覺社?). На основе пхансори и акробатических представлений создан новый жанр оперы чхангык.
Первые произведения европейской музыки, попавшие в Корею — христианские гимны, позже их элементы влились в популярную музыку страны. Кроме того, в 1901 году был создан европейский военный оркестр, просуществовавший 14 лет. После его роспуска большинство музыкантов стали преподавать европейскую музыку, распространяя её по стране.

#### Колониальный период

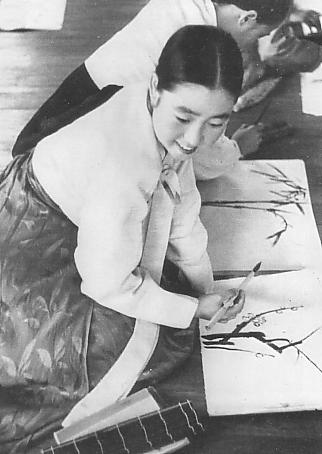
Кисэн обучается рисованию. Колониальный период

После завоевания Кореи Японской империей исчезло множество традиционных произведений, особенно много — ритуальной музыки, хотя некоторые из них сохранили работники Национального центра традиционной музыки. Фольклорные произведения сохраняли в Отделе музыки Чосон (кор. 아악과?, 雅樂課?, Чосон Аакква) первого частного музыкального учреждения Кореи — Чосон-чонак-чонсыпсо (кор. 조선정악전습소?, 朝鮮正樂傳習所?). Отдел музыки Чосон предоставлял возможность обучиться игре на каягыме, комунго, янгыме (кор. 양금?, 洋琴?, род цитры), тансо и сэнхване; Отдел западной музыки имел отделения вокала, теории музыки, органа и скрипки.
Придворные артистки кисэн стали приписаны к кванбонам (кор. 권번?, 券番?, яп. кэмбан), и продолжили свою деятельность; работающие в кванбонах женщины сохраняли также искусство пхансори и санджо. Начать обучение на кисэн можно было в период с 8 до 20 лет, обучение было платным. По завершении трёхлетнего курса, включавшего игру на комунго, янгыме, каягыме, литературу, исполнение сиджо, кагок, танцев с мечами, а также рисование и каллиграфию, нужно было пройти экзамен, успешные кандидатки получали лицензию кисэн высшего класса.
Аактэ снова переименовывают, отныне он называется Иванджик-аакпу (это название он носит до сих пор), некоторые музыканты получают должности в правительстве; управление музыки начинает принимать заявления от молодых музыкантов и предоставлять образовательные услуги.
В 1933 году появляется Общество изучения чосонского вокала, знаменитые музыканты-виртуозы пхансори выступают там с представлениями чхангыка. В колониальный период очень активно развивается санджо, виртуозы этого искусства открывают собственные школы; также появляются профессиональные исполнители фольклорных песенных жанров кёнсодо (кор. 경서도?, 京西道?), намдо-минё (кор. 남도민요?, 南道民謠?) и кёнги-сонсори (кор. 경기선소리?, 京畿立唱?). В государственных школах вместо традиционной музыки стали преподавать западную и японскую, в 1910 году был составлен особый список «Сборник песен для обучения» (кор. 보통교육창가집?, 普通敎育唱歌集? потхон кёюк чхангаджип), состоявший из переведённых японских народных песен, а также переложений христианских гимнов и европейских народных песен.

Среди видных музыкантов колониального периода, игравших главные роли в музыкальном мире при японцах, можно отметить автора первого современного корейского произведения Хон Нанпху и композитора Ли Санджуна. Среди наиболее видных музыкантов, занимавшихся западной музыкой, многие были коллаборационистами.

#### Период независимости

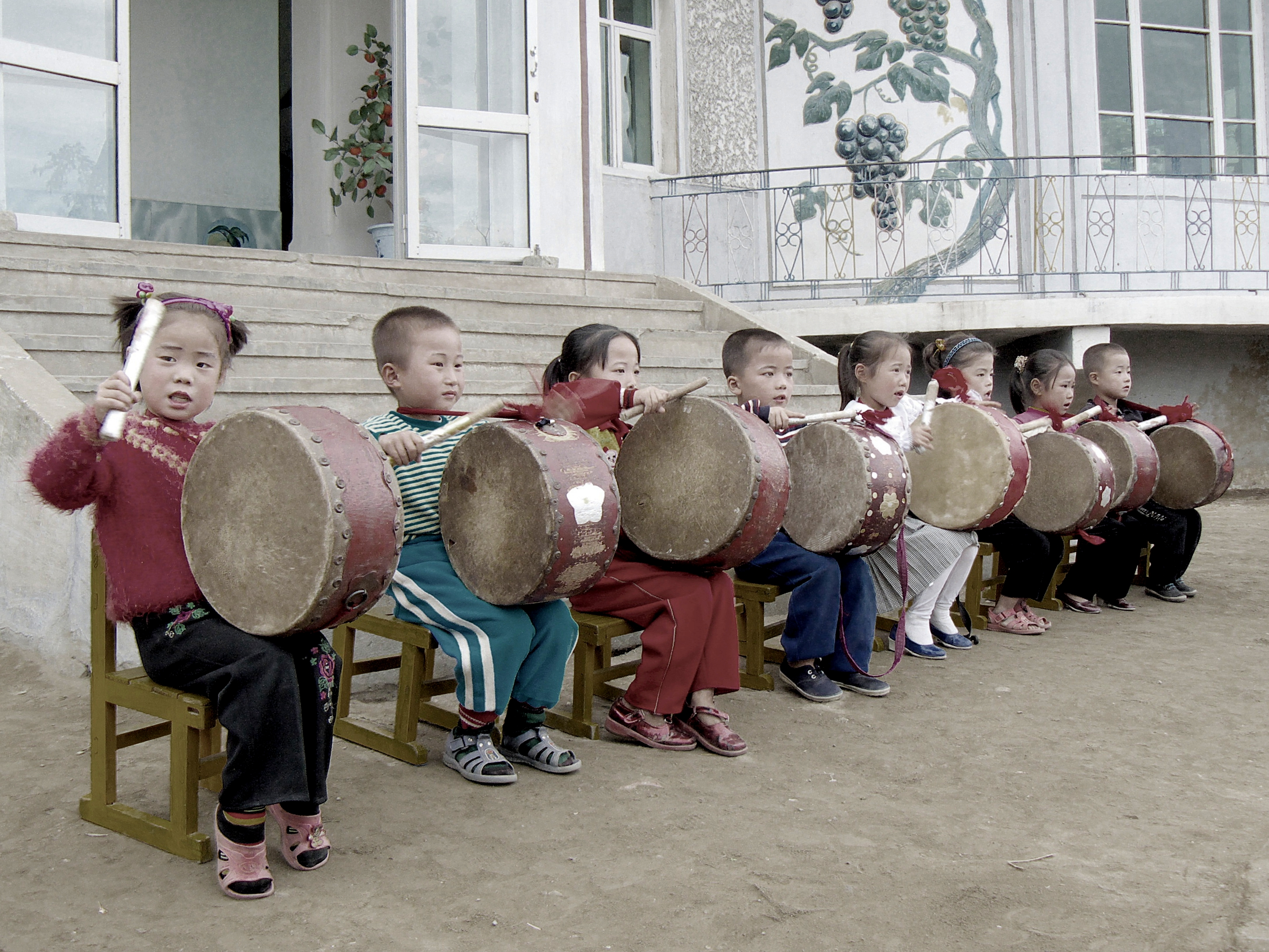
Дети играют на барабанах, образцовый колхоз Чонсам (уезд Анбён, провинция Канвондо), КНДР

Развитие композиции западной музыки пошло быстрее после получения Кореей независимости от Японии, в 1960-х возникло новое поколение композиторов, активно изучавших западную музыкальную школу и полностью отошедших от традиций кагок. В 1980-х появились композиторы, включавшие кагок в свои произведения, однако они не нашли подхода к местным слушателям. В то же время в Европе получил широкую известность композитор Юн Исан, использовавший элементы традиционной корейской музыки в своём творчестве.

## Придворная музыка

### Ритуальная музыка
- Основная статья: Аак (музыка)[англ.].

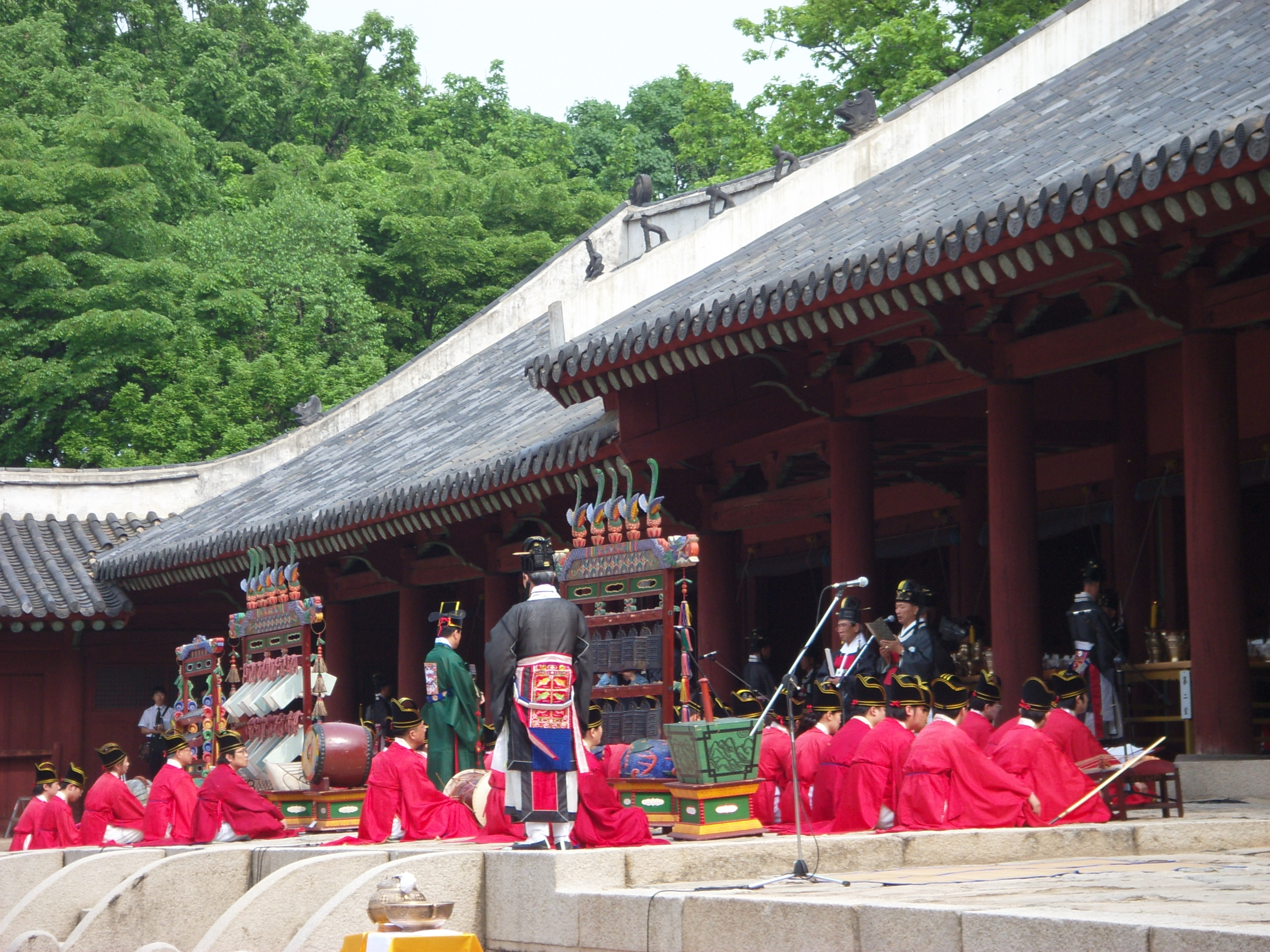
Чонмё-черяк

Аак — ритуальная музыка, привезённая из Китая и исполняющаяся на точных копиях китайских инструментах. В этом жанре сохранилось всего два произведения. В настоящее время аак исполняется редко, хотя существуют финансируемые государством организации, такие как «Национальный центр корейского традиционного исполнительного искусства» (кор. 국립국악원), которые стараются сохранить древние разновидности корейской музыки.
Конфуцианская ритуальная музыка (кор. 문묘 제례악?, 文廟祭禮樂?, мунмё-череак) попала в Корею в 1116 году; в современной Южной Корее она исполняется в главном конфуцианском храме Мунмё. Конфуцианская музыка исполняется попеременно двумя оркестрами и сопровождается танцами.
Музыкальное выступление в святилище предков (кор. 종묘 제례악?, 宗廟祭禮樂?, чонмё-череак) проходит ежегодно в мае. Это выступление имеет много общего с конфуцианской ритуальной музыкой, в частности, оно исполняется двумя оркестрами, однако набор инструментов отличается (добавлены духовые тэгым и танпхири, и ударный панхян).

### Развлекательная и военная музыка

#### Хянак
К хянак принадлежит большинство произведений придворной музыки, в частности, старейшее и самое известное из них — «Суджечхон» (кор. 수제천?, 壽齊天?). Основная тема принадлежит гобоеподобному инструменту пхири и флейтам тэгым, интервальная система (как во всей хянак) пентатоническая (до, ми-бемоль, фа, соль, си-бемоль). Обычно в хянак используется четыре модальности, а типичный ансамбль содержит два пхири, поперечную флейту, хэгым, аджэн и чангу.

#### Танак
Танак — кореизированная китайская музыка династии Тан (и Сун). Как и хянак, танак имеет пентатонический звукоряд. Исторически исполнялась перед придворными и на банкетах (в последнем случае — вместе с хянак).

#### Военная музыка

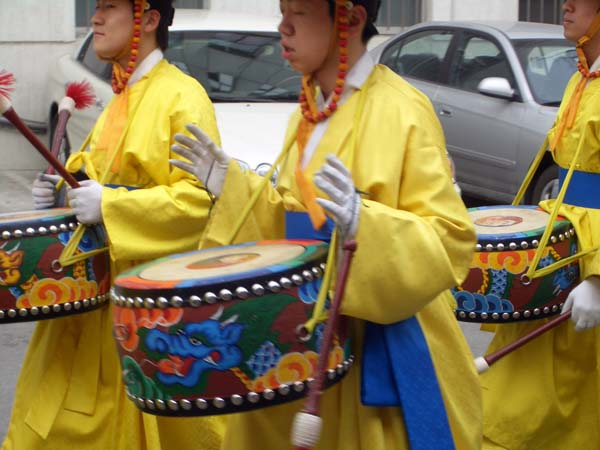
Тэчвитха

При исполнении военной музыки оркестр разделялся на две части: в голове процессии шёл более громкий ансамбль медно-деревянных духовых и ударных инструментов тэчхвитха (кор. 대취타?, 大吹打? или кор. 무령지곡?, 武寧之曲?), а в хвосте, за носилками, на которых ехал император, — более тихий чхвитха (кор. 취타?, 吹打?, также кор. 타령?, 槪念?, тхарён), в который входили деревянные духовые, струнные и барабан чхваго (кор. 좌고?, 座鼓?).

## Чонак
Чонак (кор. 정악?, 正樂?) — инструментально-вокальная музыка, развившаяся в верхних слоях общества в период Чосон. Основной репертуар составляют сюита Ёнсан-хвесан и суджечхон. Само слово «чонак» появилось в начале японской оккупации. Несмотря на то, что формально чонак не входит в придворную музыку, к истинно народной музыке он тоже не принадлежит, кроме того, некоторые произведения чонак используются в придворной музыке, ввиду чего в некоторых источниках его группируют вместе с придворными жанрами.

## Народная музыка

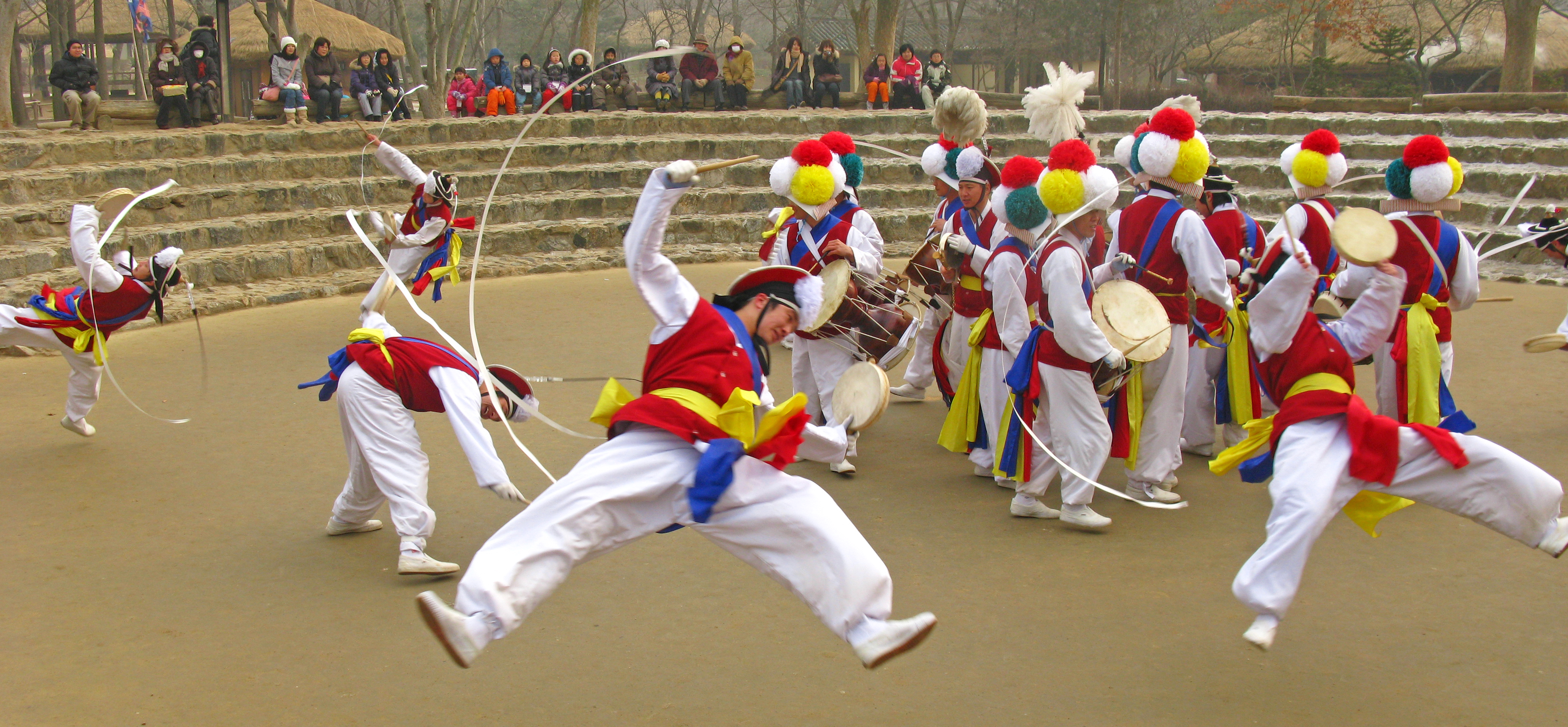
Пхунмуль

Корейская народная музыка разнообразна и сложна, но во всех её видах используется один и тот же набор ритмических рисунков, называемых чандан (кор. 장단), а также характерные ладовые звукоряды.

### Инструментальная

#### Санджо
Санджо возник на юго-западе Кореи (Чолладо) во второй половине XIX века и развивался вместе с пхансори и синави. Это инструментальная музыка с широким разнообразием ритмических рисунков и ускоряющимся темпом, исполняется солирующим инструментом и барабаном чангу. Важнейшую роль в развитии и оформлении санджо в отдельный жанр сыграл Ким Чханджо (кор. 김창조?, 金昌祖?) — первыми произведениями санджо стали несколько шаманских мелодий в переложении для каягыма. Позже, в начале XX века, были созданы санджо для комунго, тэгыма и хэгыма.

#### Нонак (пхунмуль)

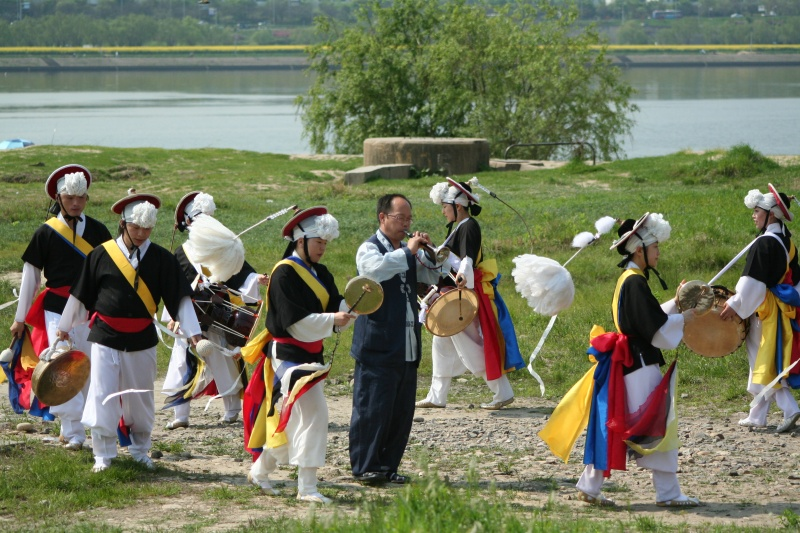
Исполнение нонака.

Нонак (кор. 농악?, 農樂?), или пхунмуль, развивался в основном в крестьянской среде и до сих пор исполняется преимущественно на открытом воздухе. Существует множество региональных жанров и особенностей исполнения, однако все разновидности включают музыку, акробатические номера, танцы и пение. Музыкальные инструменты для нонак — малые и большие гонги, барабаны чангу, пук и сого.

### Вокальная
Вокальная музыка развивалась вместе с поэзией и родственна жанру чонак.

#### Кагок
Кагок считается жемчужиной лирической песни и включён в список важнейшего нематериального наследия Кореи, а также в список всемирного нематериального наследия ЮНЕСКО. Кагок исполняется соло под аккомпанемент комунго, сепхири, тэгым, хэгым и чангу. Песни для мужского голоса называются «намчхан» (кор. 남창?, 男唱?), для женского — «ёчхан» (кор. 여창?, 女唱?). Часть кагок исполняется со словами, взятыми из жанра сиджо.

#### Сиджо
Сиджо — короткие лирические песни, состоящие из трёх строк по 14—16 слогов каждая. Популярность сиджо получили среди янбанов в период Чосон, хотя возникли ещё в конце периода Корё. Во второй половине XVII века сиджо уходит в народ. Разновидность сиджо, называемая «сасоль-сиджо», имеет длинные две первые строки и третью строку обычной длины. Сасоль-сиджо ближе к музыке простого народа и часто содержит сарказм и иронию, а также любовную тему.

#### Каса
Повествовательные песни каса имеют относительно большую длину и формализована менее остальных вокальных жанров. Исполнители каса ценятся за умение использовать фальцет, вибрато, динамики и громкости голоса. Обычный аккомпанемент включает в себя тэгым и чангу.

#### Пхансори

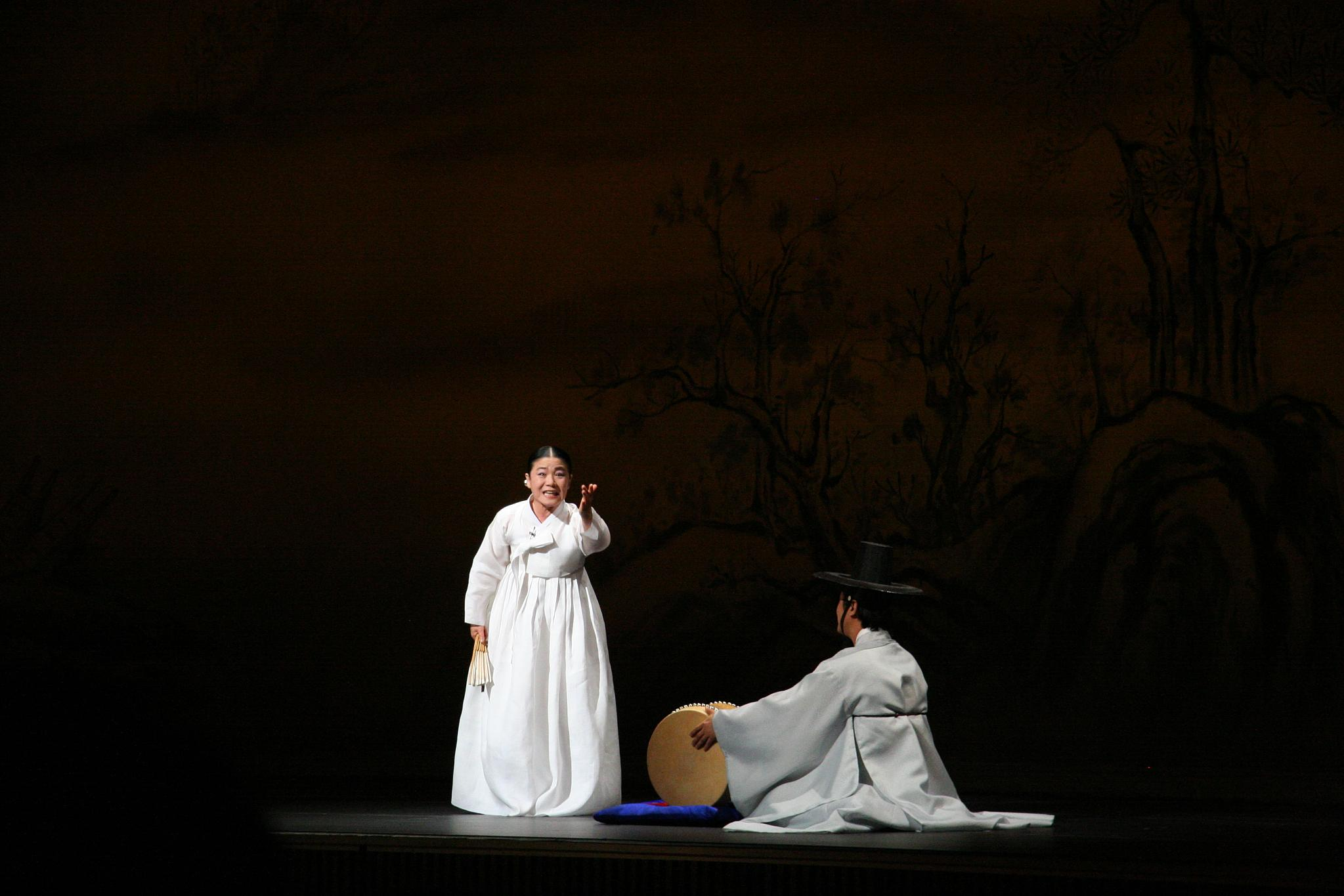
Представление пхансори в исполнении Ан Суксон

Пхансори, как и санджо, появился в Чолладо. Создавшие и передававшие пхансори музыканты-изгои квандэ исполняли произведения в этом жанре на городских площадях и рынках, а также в домах богатых корейцев. Слово «пхансори» состоит из двух — «место для встречи» и «пение». В период зенита славы пхансори, в XIX веке, композитор Син Джэхё переписал, внеся многочисленные улучшения, тексты шести знаменитых пьес пхансори, пять из которых исполняются до сих пор. На рубеже XIX и XX веков из пхансори и европейского театра появился новый жанр, чхангык.
Произведения пхансори исполняются солирующим певцом под аккомпанемент барабана пук, причём барабанщик иногда выкрикивает подбадривающие слова типа «хорошо!» «так держать!». Пение сочетается с речитативом и актёрским мастерством. Мелодия организована в ритмические циклы «чандан» и лады «чо».

#### Народная музыка
Народная музыка в корейской культуре разделяется на региональные «тхосок минё» («хянтхо минё»), популярные «тхонсок минё» и новые «синминё», причём последний жанр появился в начале XX века для обозначения коммерциализированной разновидности народных песен. Народная музыка Кореи включает в себя более широкой набор стилей и жанров, чем европейская: помимо музыкального искусства крестьянства, «минё» (кор. 민요?, 民謠?), включает и профессионально исполняемую «народную» музыку «чапка» (кор. 잡가?, 雜歌?). Минё обычно имеют чередующуюся форму: запевала исполняет мелодию соло, а затем хор повторяет её. Обычно народная музыка пишется в пентатонике или тетратонике и всегда имеет трёхдольный метр (двудольный метр — характерная особенность китайской и японской народной музыки).

## Религиозная музыка

### Буддийская
Корейская буддийская музыкальная традиция отличается от японской и китайской, хотя ранние образцы были заимствованы из Китая. Буддийская музыка включает такие искусства как чтение нараспев (очень важное в буддийском обряде и имеющее два жанра — помпхэ и ёмбуль), ритуальные танцы и исполняющуюся вне помещений оркестровую музыку. Из ритуальных танцев сохранились три: Набичхум (나비춤, танец бабочки), парачхум (바라춤, танец с тарелками) и попкочхум (법고춤, танец с барабаном); они исполняются в церемонии Ёнсанджэ.

### Шаманская
Шаманская музыка — старейшая среди религиозных жанров, она оказала сильное влияние на народную музыку. Наиболее важный шаманский жанр — синави, импровизованный аккомпанемент к танцу шаманки. Ансамбль для синави состоит из пхири, тэгыма и хэгыма, ударная секция включает чангу или пук, гонги или музыкальную тарелку. Синави появилась в южных провинциях (в основном, Чолладо) и сохраняет местные особенности (ритмические рисунки и мелодии).

## Инструменты

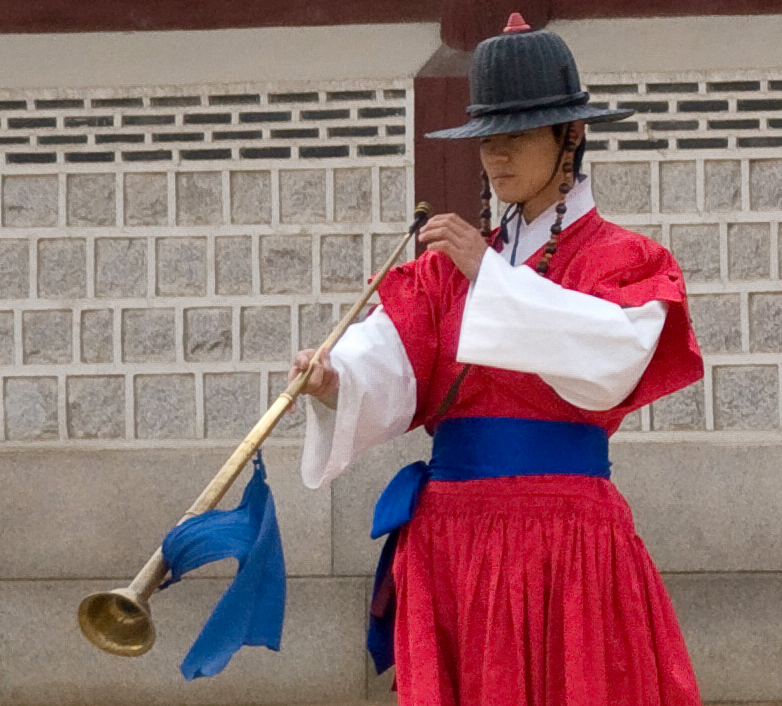
Набаль

### Струнные инструменты

#### Щипковые
- Каягым — длинная цитра с 13—25 струнами.
- Комунго — шестиструнная цитра.
- Тэджэн — 15-струнная цитра, использовавшаяся в период Корё.
- Сыль — длинная 25-струнная цитра, потомок сэ.
- Кым — 7-струнная цитра, вариант цисяньциня.
- Конху — арфы (не используются).
- Пипха — лютня, вариант пипы.
- Вольгым — вариант юэциня.
- Чхольхёнгым — цитра со стальными струнами, появилась в XX веке.
- Оллюгым — 33-струнная цитра, созданная в Северной Корее в 1973 году.
- Оынгым — северокорейская пятиструнная лютня.

#### Смычковые
- Хэгым — вертикальный двуструнный инструмент.
- Аджэн — струнная цитра, произошедшая от ячжэна.

#### Ударные
- Янгым — цимбалы с хлопковыми струнами.

### Духовые

#### Флейты
- Тэгым — длинная поперечная флейта с мембраной.
- Чунгым — средняя поперечная флейта без мембраны.
- Согым — малая поперечная флейта.
- Тансо — небольшая продольная флейта.
- Як — продольная флейта с тремя отверстиями.
- Чи — древняя флейта с пятью отверстиями.
- Со — флейта Пана, произошедшая от пайсяо.
- Танджок — небольшая поперечная флейта.
- Хун — глиняный духовой инструмент, напоминающий окарину.

### С двойной тростью
- Пхири — цилиндрический бамбуковый гобой.
- Тхэпхёнсо — конический деревянный гобой.

### Губные органы
- Сэнхван — 17-трубный орган, потомок китайского шэна.
- У — язычковый более не используется орган.
- Хва — 13-трубный язычковый орган (не используется).

### Горны
- Набаль — длинный металлический горн.
- Нагак — конх.

### Ударные

#### Колокола
- Чон — бронзовый колокол.
- Пхёнджон — 16 бронзовых колоколов.
- Тыкчон — крупный колокол.
- Пхёнгён — 16 каменных пластин, инструмент происходит от китайского бяньцина.
- Тыккён — крупный каменный гонг.
- Панхян — металлофон с 16 железными пластинами.
- Улла — 10 небольших гонгов на раме.

#### Барабаны
- Пук — бочкообразный барабан.
- Чангу — двусторонний барабан.
- Калго — барабан типа чангу, на котором играют двумя палочками.
- Чинго — самый большой барабан.
- Чольго — большой барабан.
- Чваго — большой барабан в деревянной раме.
- Чонго — большой барабан.
- Ёнго — барабан с драконом на корпусе.
- Ынго — большой барабан, подвешенный на раме.
- Сакко – длинный барабан, подвешенный на раме.
- Кёбанго — плоский барабан на раме.
- Чунго — более крупный, чем кёбанго, плоский барабан.
- Сого — небольшой ручной барабан.
- Ного — два барабана, надетые на палку.

#### Гонги
- Кквэнгвари — небольшой гонг.
- Чин — большой гонг.

#### Тарелки
- Чабара — пара медных тарелок.

### Прочее
- Пак — деревянные кастаньеты.
- Пу — керамический горшок.
- Чхук — деревянная коробка, по которой ударяют изнутри.
- О — деревянный инструмент в форме тигра.